# Scott Davies
Scott Davies, né le 5 août 1995, à Carmarthen au pays de Galles, est un coureur cycliste britannique professionnel de 2018 à 2021. Il a remporté quatre titres consécutifs de champion de Grande-Bretagne du contre-la-montre espoirs

## Biographie
En catégorie juniors, Scott Davies est champion de Grande-Bretagne du contre-la-montre en 2012, vainqueur du Tour du Pays de Galles juniors, deuxième du Giro della Lunigiana et septième du championnat du monde sur route juniors en 2013.
Passé en catégorie espoirs en 2014, il rejoint l'équipe continentale Madison Genesis. Il remporte cette année-là son premier titre de champion de Grande-Bretagne du contre-la-montre espoirs. Il s'impose à nouveau sur ce championnat l'année suivante.
En 2016, il rejoint l'équipe Wiggins. Il obtient deux nouveaux titres de champion de Grande-Bretagne du contre-la-montre dans sa catégorie, portant son total à quatre, un record. Il montre également de bonnes dispositions en montagne, avec une victoire d'étape à Saint-Girons lors de la Ronde de l'Isard d'Ariège en 2016 et des places d'honneur lors de courses par équipes : deuxième du Tour Alsace, neuvième du Tour de Croatie et de la Ronde de l'Isard d'Ariège en 2016, quatrième Giro U23 et cinquième du Tour Alsace en 2017,. En fin de saison 2017, il est dixième du championnat du monde du contre-la-montre espoirs.
Fin septembre 2017, il signe son premier contrat professionnel avec la formation sud-africaine Dimension Data, qui l'engage pour deux ans,.
En fin de contrat en décembre 2021, le contrat de Scott Davies avec Bahrain Victorious n'est pas renouvelé, le coureur choisit d'arrêter sa carrière.

## Palmarès et classements mondiaux

### Palmarès
- 2012
  -  Champion de Grande-Bretagne du contre-la-montre juniors
- 2013
  - Tour du Pays de Galles juniors :
    - Classement général
    - Prologue

  - 2e du Giro della Lunigiana
  - 7e du championnat du monde sur route juniors
- 2014
  -  Champion de Grande-Bretagne du contre-la-montre espoirs
- 2015
  -  Champion de Grande-Bretagne du contre-la-montre espoirs
- 2016
  -  Champion de Grande-Bretagne du contre-la-montre espoirs
  - 4e étape de la Ronde de l'Isard d'Ariège
- 2017
  -  Champion de Grande-Bretagne du contre-la-montre espoirs
  - 10e du championnat du monde du contre-la-montre espoirs

### Résultats sur les grands tours

#### Tour d'Italie
1 participation
- 2019 : 118e

#### Tour d'Espagne
1 participation
- 2020 : 111e

### Classements mondiaux
| Année                                 | 2015 | 2016 | 2017  | 2018  | 2019  |
| ------------------------------------- | ---- | ---- | ----- | ----- | ----- |
| UCI World Tour                        |      | nc   | nc    | 286e  |       |
| Classement mondial                    |      | 576e | 1082e | 1029e | 2054e |
| UCI Europe Tour                       | 770e | 345e | 899e  | 1004e | 1342e |
| UCI Asia Tour                         | nc   | nc   | nc    | 716e  |       |
| UCI Oceania Tour                      | 48e  | nc   | nc    | nc    |       |
|                                       |      |      |       |       |       |
| Légende : nc = non classéSource : UCI |      |      |       |       |       |